# Pleuraphodius viscaensis
Pleuraphodius viscaensis är en skalbaggsart som beskrevs av Zdzisława Stebnicka 1993. Pleuraphodius viscaensis ingår i släktet Pleuraphodius och familjen Aphodiidae. Inga underarter finns listade i Catalogue of Life.